# Tim Hardin

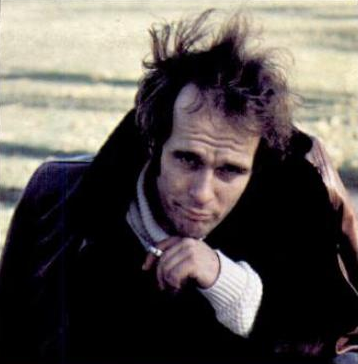
Foto de un n.º de 1969 de la revista Billboard.

James Timothy «Tim» Hardin (23 de diciembre de 1941 – 29 de diciembre de 1980) fue un músico y compositor estadounidense, parte fundamental de la cultura folk de Greenwich Village en los años 60. Participó en el Festival de Woodstock en 1969.

## Biografía
Hardin nació en Eugene (Oregón). En 1960 deja los estudios para alistarse en los Marines. Al terminar su servicio en 1961, marcha a Nueva York.
En Nueva York se inscribe en Academia Americana de Arte Dramático, pero es expulsado por absentismo. En ese momento decide concentrarse en su carrera musical, tocando blues en Greenwich Village.
En 1963, se traslada a Boston, donde gracias a Erik Jacobsen (posterior productor de The Lovin' Spoonful) se encuentra con representantes de Columbia Records. 
En 1964 vuelve a Greenwich Village para grabar con Columbia, aunque el disco no sale a la venta hasta 1969, con el título de Tim Hardin IV. Las relaciones entre Hardin y Columbia se rompen.
En 1965 se muda a Los Ángeles y allí conoce a la actriz Susan Moors (de nombre artístico Susan Yardley), con quien vuelve a Nueva York para grabar un nuevo álbum con otra discográfica.

## Actividad profesional
El primer álbum de Tim Hardin que ve la luz es Tim Hardin I, lanzado en 1966 vía Verve Records. En este álbum, se produce una transformación del ritmo blues tradicional de sus inicios, al estilo folk del que será uno de los principales representantes.
En 1967 sale su segundo disco, Tim Hardin II, en el que se contiene su canción más célebre: "If I Were a Carpenter", que en 1966 alcanzó el Top Ten de las listas estadounidenses interpretada por Bobby Darin. 
Doc Watson, Johnny Cash y June Carter, Tim Rose, John Holt, The Small Faces y Joan Baez, entre otros, han hecho versiones de "If I Were a Carpenter".
En el LP This Is Tim Hardin, editado en 1967, se contienen versiones de The House of the Rising Sun, Blues on The Ceilin´ de Fred Neil, y Hoochie Coochie Man de Willie Dixon, y sale bajo el sello ATCO. Todas las canciones de este álbum se grabaron entre 1963 y 1964.
En 1968 sale Tim Hardin III, que consiste en una recopilación de grabaciones en directo y reediciones de antiguas canciones.
En 1969 vuelve a firmar con Columbia Records, que edita el primer disco que grabó con ellos bajo el título de Tim Hardin IV. En este disco, grabado cinco años antes, predomina el blues. También en 1969, Tim Hardin consigue uno de sus pocos éxitos comerciales con la versión de una canción de Bobby Darin, A Simple Song Of Freedom. Lamentablemente Hardin no puede realizar una gira promocional, debido a su adicción a la heroína y a su incapacidad para mantener la compostura en el escenario, que le inhabilitan para actuar en público.
A pesar de ello, interpreta "If I Were a Carpenter" en el Festival de Woodstock.
A finales de 1969, lanza el álbum Suite for Susan Morss and Damion: We Are One, One, All in One, con Columbia. Se trata de una mirada al interior de su familia, su novia Susan Moors y el hijo de ambos, Damion.
También con Columbia, lanza Bird on a Wire en 1971 y Painted Head en 1973.
Su versión de Bird On A Wire, de Leonard Cohen, en 1971 es célebre. 
A partir de 1972, Hardin se mueve entre el Reino Unido y Estados Unidos, residiendo en ambos países.
Su último álbum en vida fue Nine, editado en el Reino Unido por GM Records en 1973. El álbum no se editó en Estados Unidos hasta 1976, vía Antilles Records.
Ninguno de sus tres últimos discos tuvo gran repercusión.

## Últimos años y muerte
Su adicción a la heroína comenzó a inicios de la década de los 60 y una década más tarde había acabado por imposibilitar su normal desarrollo personal. Su relación con Susan Moors fracasó y se fue apartando progresivamente de la música.
En 1973 participó en una jam session con Harry Chapin en Potsdam, Nueva York.
Vendió los derechos sobre sus composiciones a finales de la década de los 70.
En 1980 volvió a Eugene, donde ofreció su último concierto.
Tim Hardin murió de una sobredosis de heroína y morfina el 29 de diciembre de 1980, y descansa en el cementerio de Twin Oaks en Turner, Oregón.
- Datos: Q711806
- Multimedia: Tim Hardin / Q711806